# Incydent nad zatoką Suruga

JAL907 injury chart

Do incydentu nad zatoką Suruga doszło w dniu 31 stycznia 2001. Dwa samoloty pasażerskie linii Japan Airlines, Boeing 747 i McDonnell Douglas DC-10, na skutek błędu kontrolera lotów znalazły się na kursie kolizyjnym. Gwałtowny manewr jednego z pilotów zapobiegł zderzeniu w ostatniej chwili. Na pokładach obydwu maszyn znajdowało się łącznie 677 osób. Gdyby doszło do zderzenia, w katastrofie zginęłoby o prawie 100 osób więcej niż w zderzeniu Boeingów 747 na Teneryfie, jak dotąd najtragiczniejszej katastrofie lotniczej w historii.

## Samoloty i załoga
Pierwszym z uczestniczących w incydencie był Boeing 747-446D (D-Domestic), wyprodukowany na zamówienie Japan Airlines do obsługi lotów krajowych. W Japonii transport lotniczy, ze względu na duże odległości, jest konieczny i nawet na trasy krajowe wykorzystywane są Boeingi 747, w wersji o ograniczonym zasięgu, ale o dużej pojemności kabiny pasażerskiej. Kapitanem lotu 907 z Tokio do Naha na Okinawie, był 40-letni Makoto Watanabe.
Drugą z maszyn był McDonnell Douglas DC-10. Kapitanem lotu 958 pomiędzy Busan (Port lotniczy Pusan-Kimhae) w Korei Południowej a Tokio (Międzynarodowy Port Lotniczy Narita) był Tatsuyuki Akazawa.
Obydwa loty z ramienia Kontroli Lotów Obszaru Powietrznego Tokio, mieszczącej się w mieście Tokorozawa, nadzorował 26-letni praktykant Hideki Hachitani. Jego poczynania nadzorowała opiekunka stażystów, Yasuko Momii.

## Incydent
20 minut po starcie z Tokio załoga lotu nr 907, przelatującego nad zatoką Suruga, nadzorowała wznoszenie maszyny na wysokość przelotową 39 000 stóp, gdy włączył się alarm TCAS, ostrzegający o zbliżającym się samolocie na kursie kolizyjnym. TCAS wykrył, że Boeing 747 zbliża się do przelatującego na wysokości ok. 37 000 stóp (11 000 m) DC-10, wykonującego lot nr 958. Maszyny zostały przypadkiem wprowadzone na kurs kolizyjny przez stażystę Hachitaniego.
Gdy Hachitani wykrył, że dwa samoloty znajdują się na kursie kolizyjnym, połączył się z załogą lotu nr 907 i nakazał rozpoczęcie zniżania, by uniknąć zderzenia; jednak w tym czasie kpt. Akazawa, który również otrzymywał za pośrednictwem TCAS informacje o kursie kolizyjnym, postąpił tak, jak nakazywał TCAS, i również rozpoczął zniżanie (TCAS wykrył, że Boeing 747 na kursie kolizyjnym jest w trakcie wznoszenia, i nakazał zniżanie DC-10, by uniknąć kolizji). Gdy Hachitani (który łącznie nadzorował w tym momencie 12 lotów) zauważył, że loty 907 i 958 wciąż są na kursie kolizyjnym, nakazał załodze DC-10 wykonanie skrętu w prawo. Polecenie to jednak nie zostało odebrane przez załogę. Nadzorująca poczynania Hachitaniego opiekunka Yasuko Momii wydała polecenie wznoszenia, przeznaczone dla załogi lotu nr 907. Jednak przez pomyłkę nakazała wznoszenie „lotowi Japan Airlines 957” – lotu o takim numerze nie było, oba samoloty więc wciąż zbliżały się do siebie.
Kapitan Watanabe przypadkiem dostrzegł nadlatujący w jego stronę DC-10 i natychmiast ustawił Boeinga 747 w lot nurkowy. Dwie sekundy potem lot nr 958 przemknął nad jego maszyną w odległości mniejszej niż 100 metrów (333 stopy, minimum bezpiecznej separacji wynosi 300 metrów – 1000 stóp). Sam Watanabe szacował, że samoloty dzieliło około 35 stóp (10,5 metra). Na skutek gwałtownego manewru członkowie personelu pokładowego, pasażerowie nie przypięci pasami i wózki pokładowe zostały oderwane od podłogi i gwałtownie zderzyły się z sufitem, lekko go uszkadzając. Pewien nieprzypięty pasami chłopiec wylądował o cztery rzędy siedzeń za swoim miejscem. Dwóch członków załogi i siedmiu pasażerów odniosło poważne obrażenia. 81 pasażerów i 9 członków załogi było lekko rannych. Samolot zawrócił do Tokio.

## Pokłosie incydentu
Członkowie komisji badającej wypadki lotnicze za najgorszą katastrofę uznają tę, której przyczyn nie udało się wyjaśnić, gdyż ustalenie przyczyn katastrofy w pewnym stopniu zapobiega jej powtórzeniu się, umożliwia wyciągnięcie odpowiednich wniosków i zastosowanie ich w praktyce. Choć przyczyny incydentu nad zatoką Suruga zostały dokładnie wyjaśnione i wyciągnięto z nich prawidłowe wnioski – nie zastosowano ich w praktyce. Efekty nie dały na siebie długo czekać.
Po kilku tragicznych w skutkach kolizjach samolotów pasażerskich w powietrzu (m.in. kolizji nad Charkhi Dadri) wprowadzono obowiązek stosowania w samolotach pasażerskich systemu TCAS. Wykrywa on zbliżające się do samolotu inne maszyny i, będąc w stanie ustalić, czy są w trakcie wznoszenia, zniżania czy też utrzymują wysokość, nakazuje załodze podjęcie odpowiedniej akcji, by uniknąć zderzenia. Incydent nad zatoką Suruga wykazał istnienie poważnej luki w obowiązujących pilotów procedurach: nie było jednoznacznych wytycznych, jak mają postąpić piloci, gdy polecenia kontrolera lotów i wskazania TCAS są ze sobą sprzeczne, które z poleceń – człowieka czy maszyny – traktować jako nadrzędne. Kapitan lotu 958 postępował według wytycznych TCAS, jednak kapitan lotu nr 907 posłuchał kontrolera i postąpił wbrew wskazaniom TCAS, które nakazywały mu wznoszenie, co pozwoliłoby uniknąć kolizji. W efekcie omal nie doszło do najtragiczniejszej katastrofy lotniczej w historii, gdy dwa samoloty pasażerskie z 677 osobami na pokładzie minęły się w powietrzu o 10 metrów.
Japońska komisja badająca przyczyny incydentu wystąpiła do ICAO o opracowanie procedury postępowania w przypadku sprzeczności poleceń kontrolera lotów i TCAS, by w przyszłości uniknąć możliwej tragedii. Jednak ICAO nie zbadała głębiej przyczyn incydentu nad zatoką Suruga, jak również nie opracowała żadnych wytycznych dla pilotów, które z poleceń – człowieka czy maszyny – uznać za nadrzędne, a które zignorować. Nastąpiło to dopiero półtora roku później, gdy nad południowymi Niemcami zderzyły się samolot DHL i rosyjski samolot wiozący dzieci na wakacje do Barcelony. Przyczyną tej katastrofy był również błąd kontrolera i fakt, że jeden z pilotów postępował wbrew wskazaniom TCAS, a drugi według tych wskazań. Po tej katastrofie ICAO nakazało, by priorytetowo traktować zawsze wskazania TCAS.
Oboje kontrolerów i kapitan Watanabe stanęli przed sądem pod zarzutem narażenia życia pasażerów obydwu samolotów. Watanabe został uniewinniony, natomiast Hachitani i Momii zostali w marcu 2004 uznani winnymi i ostatecznie 11 kwietnia 2008 roku Hachitani został skazany na rok, a Momii na półtora roku więzienia przez japoński Sąd Najwyższy. Oba wyroki wymierzono w zawieszeniu na 3 lata.